# Josiane Pinson
Pour les articles homonymes, voir Pinson (homonymie).
Josiane Pinson, née le 7 juin 1957 à Cherbourg-Octeville (Manche), est une actrice, metteuse en scène et autrice française.

## Biographie
Comédienne autodidacte, Josiane Pinson s'essaye au seul-en-scène dès l'obtention de son baccalauréat. Ainsi, elle crée son premier spectacle en solo, Strasbourg-purée, au Sélénite à Paris.
Elle réitère, toujours en solo, avec Nitro-Golwyn-Pinson et Vie, Agonie et Passion de Marilyn Prisu, sur des mises en scène respectives de Pierre Olaf et Jean-Claude Islert, présentés à Paris, dans les festivals d'humour et en tournée partout en France.

### Comédienne à l'écran
Remarquée après ses représentations dans des petites salles, Josiane Pinson fait parler d'elle et tournera pour le petit comme le grand écran. Elle jouera pour plusieurs réalisateurs comme Georges Lautner, Bernard Nauer, Jean-Pierre Vergne, Jean-Luc Trotignon, Carlo Cotti, Catherine Cohen, Vincent Garenq et, plus récemment, Frédéric Tellier.
À la télévision, elle est pendant deux ans maître Guyot dans Tribunal et tourne avec une vingtaine de réalisateurs, parmi lesquels Fred Demont, Claude d'Anna, Aline Issermann, Jean-Teddy Filippe, Michaël Perrotta, Patrick Jamain, Christiane Lehérissey, Laurence Katrian, Christophe Barbier, Joyce Buñuel ou Claude-Michel Rome.
On l'a vue aux côtés de Frédéric Diefenthal, Gwendoline Hamon et Michel Jonasz dans la série Les Virtuoses diffusée sur TF1.
En 2019, Josiane Pinson tourne sous la direction de Costa-Gavras dans le film Adults in the Room où elle incarne Christine Lagarde.

### Comédienne sur les planches
Au théâtre, elle se frotte au travail en équipe avec L'Azote et Le Défunt de René de Obaldia, L'Équarrissage pour tous de Boris Vian ou encore Joue-moi un air de tapioca de Josiane Lévêque.
Elle aborde le théâtre musical dans Que reste-t-il de l'abat-jour ?, toujours en solo mais, cette fois-ci, elle s'inspire des textes de Boris Vian, Serge Gainsbourg, Ricet Barrier, Boby Lapointe et Francis Blanche.
Elle jouera près de 250 fois dans la pièce La Quarantaine rugissante, mise en scène par Jean-Paul Muel, à Paris et en tournée.
Elle poursuit son auscultation féminine avec PSYcauses(s) qu'elle a écrite et créée au théâtre du Renard à Paris et au festival d'Avignon en 2002, repris au théâtre du Marais à Paris (mise en scène de Daniel Berlioux) et au festival d’Avignon en 2010, au théâtre des Mathurins, au festival d'Avignon en 2011.
Elle emprunte La Femme qui frappe à Victor Haïm pour aborder une autre vision de la psyché féminine. La pièce est mise en scène par Yves Pignot.
Elle adapte pour la scène le célèbre roman de Benoîte Groult Les Vaisseaux du cœur,,,, qu'elle joue aux côtés de Serge Riaboukine au Petit Montparnasse, sur une mise en scène de Jean-Luc Tardieu.
Quelques années plus tard, elle retrouve ELLE au théâtre Hébertot, à l'Archipel et aux Festivals d'Avignon 2016 et 2017 dans PSYcause(s) 2, d'après une mise en scène de Gil Galliot.
Enfin, elle clôt la trilogie avec PSYcause(s) 3 au Studio Hébertot à l'automne 2018 et repris au Festival Off d'Avignon en 2019.
Elle est l'autrice et la metteuse en scène de PSYcause(s) LUI, dédiée à la psyché masculine, avec Alexis Victor qui est jouée au Lucernaire le 25 mars 2020.

### Comédienne au micro
Depuis 1989, Josiane Pinson s'adonne régulièrement au doublage, débutant « par un hasard incroyable » et ignorant jusque-là cette facette du métier. 
Une amie, venue la voir jouer sur scène, souffle son nom à une société de doublage qui cherchait une voix pour le personnage principal, « plein d'humour mais plutôt insolent », d'une série télévisée. Elle relève le challenge en bluffant sur le fait que c'était une découverte pour elle. Le défi étant réussi, elle n'a plus quitté cette activité et prête ponctuellement sa voix à plusieurs actrices telles que Helen Hunt, Annette Bening, Linda Emond, Fiona Shaw, Jayne Atkinson, Camryn Manheim, Jane Lynch ou encore Allison Janney. 
En parallèle, elle commente de nombreux documentaires pour la télévision.

## Théâtre
- 1977 : Strasbourg Purée
- Nitro-Goldwin Pinson
- Vie, agonie et passion de Marilyn Prisu
- L'Azote et Le Défunt de René de Obaldia
- L'Équarrissage pour tous de Boris Vian
- Joue-moi un air de tapioca de Josiane Lévêque
- Que reste-t-il de l'abat-jour ?, accompagnée par Roger Pouly au piano
- La Quarantaine rugissante, mise en scène Jean-Paul Muel
- La femme qui frappe de Victor Haïm, mise en scène Yves Pignot
- 2010 : PSYcause(s), de Josiane Pinson, mise en scène Daniel Berlioux
- 2011 : PSYcause(s), de Josiane Pinson, mise en scène Daniel Berlioux, théâtre des Mathurins
- 2014 :  Les Vaisseaux du cœur de Benoîte Groult, mise en scène Jean-Luc Tardieu, Petit Montparnasse
- 2016 : PSYcause(s) 2 de Josiane Pinson, mise en scène Gil Galliot, Studio Hébertot
- 2018 : PSYcause(s) 3 de Josiane Pinson, mise en scène Gil Galliot, Studio Hébertot

## Filmographie

### Cinéma
- 1981 : La Derelitta de Jean-Pierre Igoux
- 1984 : Le téléphone sonne toujours deux fois de Jean-Pierre Vergne
- 1986 : Le bonheur a encore frappé de Jean-Luc Trotignon
- 1987 : La Vie dissolue de Gérard Floque de Georges Lautner
- 1989 : L'Invité surprise de Georges Lautner
- 1989 : Bille en tête de Carlo Conti
- 1991 : Room service de Georges Lautner
- 1995 : Les Truffes de Bernard Nauer
- 2008 : AnnA de Catherine Cohen
- 2019 : Adults in the Room de Costa-Gavras : Christine Lagarde, présidente du FMI
- 2022 : Goliath de Frédéric Tellier : la présidente du tribunal
- 2023 : Le Consentement de Vanessa Filho

### Télévision
- 1980 : Les Incorrigibles d'Abder Isker
- 1985 : D'amour et d'eau chaude de Jean-Luc Trotignon
- 1988 - 1991 : Marc et Sophie de Didier Albert
- 1988 - 1991 : Vivement lundi ! : plusieurs réalisateurs
- 1989 : Souvenirs de vacances de Philippe Galardi
- 1990 : Colinou de Philippe Galardi
- 1991 : Tribunal de Didier Albert : maître Guyot
- 1992 : La Mort d'un bavard de Hervé Guérin
- 1998 : Baldipata de Claude d'Anna
- 1998 : Dossiers disparus (épisode Bouboule) de Frédéric Demont
- 2000 : Passage interdit de Michael Perrotta
- 2005 : À la poursuite de l'amour
- 2005 : Les Cordier, juge et flic de Christiane Lehérissey : docteur Jobin
- 2008 : Marie et Madeleine de Joyce Buñuel
- 2010 : Section de recherches (épisode 36 : Le Substitut) : Brigitte Lainée
- 2010 : Les Virtuoses de Claude-Michel Rome : juge Carla Fersen
- 2021 : Service volé de Jérôme Foulon : avocate des parties civiles
- 2023 : Alex Hugo de Pierre Isoard, épisode : La dernière piste : Véronique Pavard

## Activités diverses

### Autrice
- Strasbourg-Purée
- Nitro-Goldwin Pinson
- Vie, agonie et passion de Marilyn Prisu
- La Quarantaine Rugissante
- PSYcause(s)
- PSYcause(s) 2
- PSYcause(s) 3

### Adaptation
Les Vaisseaux du cœur de Benoîte Groult

### Mise en scène
- Autopsy… de petits crimes innocents de Gérald Gruhn
- PSYcause(s) Lui de Josiane Pinson, avec Alexis Victor

## Doublage

### Cinéma

#### Films
- Helen Hunt dans (6 films) :
  - Pour le pire et pour le meilleur (1997) : Carol Connelly
  - Ce que veulent les femmes (2000) : Darcy McGuire
  - Docteur T et les Femmes (2000) : Bree Davis
  - Seul au monde (2000) : Kelly Frears
  - The Night Clerk (2020) : Ethel Bromley
  - How It Ends (en) (2021) : Lucinda

- Linda Emond dans (5 films) :
  - Old Boy (2013) : Edwina Burke
  - Les Derniers Jours de Monsieur Brown (2018) : Barbara
  - Gemini Man (2019) : Janet Lassiter
  - Impardonnable (2021) : Rachel Malcolm
  - Causeway (2022) : Gloria

- Annette Bening dans (4 films) :
  - American Beauty (1999) : Carolyn Burnham
  - De quelle planète viens-tu ? (2000) : Susan Anderson
  - Adorable Julia (2004) : Julia Lambert
  - Elle s'appelle Ruby (2012) : Gertrude

- Joan Cusack dans (4 films) :
  - Rock Academy (2003) : Rosalie Mullins
  - Fashion Maman (2004) : Jenny Portman
  - Ma vie pour la tienne (2009) : la juge De Salvo
  - Flocons d'amour (2019) : Mme Papier d'alu

- Christine Baranski dans :
  - Jeffrey (1995) : Ann Marwood Bartle
  - Marci X (2003) : Mary Ellen Spinkle
  - Bad Moms 2 (2017) : Ruth, la mère d'Amy

- Allison Janney dans :
  - Tallulah (2016) : Margo Mooney
  - Bad Education (2019) : Pam Gluckin
  - The People We Hate at the Wedding (en) (2022) : Donna

- Juliet Stevenson dans :
  - Emma, l'entremetteuse (1996) : Mlle Elton
  - Le Secret de Moonacre (2008) : Miss Heliotrope

- Wendy Crewson dans :
  - L'Homme bicentenaire (1999) : 'Ma'am Martin
  - À l'aube du sixième jour (2000) : Natalie Gibson

- Siobhan Fallon Hogan dans :
  - École paternelle (2003) : Peggy
  - New in Town (2009) : Blanche Gunderson

- Jane Lynch dans :
  - Paul (2011) : Pat Stevens
  - A.C.O.D. (2013) : Dr Lorraine Judith

- Robin Weigert dans :
  - Le Prodige (2014) : Regina Fisher
  - Our Son (en) (2023) : Pam

- Kathy Burke dans :
  - Pan (2015) : Mère Barnabas
  - Blitz (2024) : Beryl

- Tyne Daly dans :
  - Spider-Man: Homecoming (2017) : Anne Marie Hoag
  - La Ballade de Buster Scruggs (2018) : la femme de la diligence

- Holland Taylor dans :
  - Gloria Bell (2018) : Hillary
  - Le Beau Rôle (2020) : Barbara Cox

- Fiona Shaw dans :
  - Colette (2018) : Sido
  - Echo Valley (2025) : Jessie Oliver

- Antonia San Juan dans :
  - La Plateforme (2019) : Imoguiri
  - La Plateforme 2 (2024) : Imoguiri
- 1989 : Le sapin a les boules : Ellen Griswold (Beverly D'Angelo)
- 1989 : Simetierre : Rachel Creed (Denise Crosby)
- 1990 : Tout pour réussir : Jean (Joanna Cassidy)
- 1990 : RoboCop 2 : voix additionnelle
- 1995 : Groom Service : Betty (Kathy Griffin)
- 1995 : Une journée en enfer : l'inspecteur Connie Kowalski (Colleen Camp)
- 1997 : Scream 2 : Debbie Salt (Laurie Metcalf)
- 1997 : Le Saint : la journaliste (Lorelei King)
- 1998 : Un élève doué : Monica Bowden (Ann Dowd)
- 1998 : La Cité des anges : Anne (Robin Bartlett)
- 2000 : Le Grinch : Miss Rue Who (Mary Stein (en))
- 2002 : Hollywood Ending : Ellie (Téa Leoni)
- 2002 : Le Cercle : Ruth Embry (Lindsay Frost)
- 2002 : Une nana au poil : la vice-principale Marjorie Bernard (Lee Garlington)
- 2003 : Inspecteur Gadget 2 : la maire Wilson (Sigrid Thornton)
- 2003 : La blonde contre-attaque : Madeline Kroft (Ruth Williamson)
- 2004 : Hidalgo : Lady Anne Davenport (Louise Lombard)
- 2004 : J'adore Huckabees : Mme Hooten (Jean Smart)
- 2004 : Team America, police du monde : Helen Hunt (Trey Parker) (voix)
- 2006 : Vol 93 : voix additionnelle
- 2006 : Friends with Money : Jane (Frances McDormand)
- 2008 : Mirrors : Anna Esseker (Mary Beth Peil)
- 2012 : Bait : Naomi (Alice Parkinson)
- 2013 : Pacific Rim : l'intelligence artificielle Gipsy Danger (Ellen McLain) (voix)
- 2016 : Genius : Louise Saunders (Laura Linney)
- 2016 : Bad Santa 2 : Sunny Soke (Kathy Bates)
- 2016 : Tallulah : Margo Mooney (Allison Janney)
- 2018 : Le Retour de Mary Poppins : Ellen (Julie Walters) (dialogues)
- 2019 : L'Extraordinaire Mr. Rogers : Ellen, éditeur de Lloyd (Christine Lahti)
- 2019 : Un jour de pluie à New York : la mère de Gatsby (Cherry Jones)
- 2020 : Les Liens maudits : Teresa (Mariella Lo Sardo)
- 2020 : Plus rien à f*** : le principal Baird (Camryn Manheim)
- 2020 : Le Collecteur de dettes 2 (es) : Mal Reese (Marina Sirtis)
- 2020 : Marraine ou presque : Moira (Jane Curtin)
- 2020 : Desperados : la proviseure Judy (Mo Gaffney (en))
- 2021 : Many Saints of Newark - Une histoire des Soprano : Mme Jarecki (Talia Balsam)
- 2021 : Tout le monde parle de Jamie : Margaret New (Sarah Lancashire)
- 2021 : Marilyn a les yeux noirs : Susanna (Orietta Notari)
- 2022 : Baby Ruby : Doris (Jayne Atkinson)
- 2023 : Blood & Gold : Irmgard (Petra Zieser (de))
- 2023 : Paradise : Sophie Theissen (Iris Berben)
- 2023 : Tu peux oublier ma bat-mitsva ! (en) : ? (?)

#### Films d'animation
- 1990 : Oliver et Olivia : Betty
- 1991 : La Belle et la Bête : Plumette
- 1993 : David Copperfield : Peggotty
- 1997 : La Belle et la Bête 2 : Le Noël enchanté : Plumette
- 1998 : Fourmiz : la coccinelle
- 1998 : Le Monde magique de la Belle et la Bête : Plumette
- 2002 : Cendrillon 2 : Une vie de princesse : Prudence
- 2006 : Frère des ours 2 : Anda
- 2007 : Le Sortilège de Cendrillon : Prudence
- 2015 : Souvenirs de Marnie : Setsu
- 2019 : Wonder Woman: Bloodlines : Méduse
- 2020 : Un Noël eXtra : Sorcière Z
- 2023 : L'Éléphante du magicien : voix additionnelle

### Télévision

#### Téléfilms
- Samantha Ferris dans :
  - Un nouveau départ (2006) : Madge Beardsley
  - La Guerre des cookies (2012) : Hazel Hillburn
  - La Boutique des secrets : La Belle italienne (2018) : Michelle Sarnowsky

- Patty McCormack dans :
  - La Fille de l'ascenseur (2010) : Rosemary
  - La Reine de la déco (2017) : Mme Norrell
  - Le Calendrier secret de Noël (2019) : Nan Baxter

- Wendie Malick dans :
  - L'Affaire des bijoux volés (2017) : Joanna Darrow
  - L'Affaire de la chanteuse amoureuse (2018) : Joanna
  - La Folie de Barbara (2020) : Barbara

- Lindsay Wagner dans :
  - Le Prix du silence (1996) : Molly McKinley
  - Un fiancé à louer pour Noël (2018) : Veronica Hoffman

- Carolyn Hennesy (en) dans :
  - Une maison pas si tranquille (2016) : Angela Chasen
  - Un Noël de Blanche Neige (2018) : Victoria Snow

- 1971[8] : Duel : Mme Mann (Jacqueline Scott) (version cinéma uniquement)
- 1990 : Le Grand Déballage : Marilyn Worth (Ilene Graff)
- 1994 : Jackpot : Jacki Brooks (Babz Chula (en))
- 1996 : L'Anneau de Cassandra : l'infirmière de l'hôpital (Kaki Lucius)
- 2008 : Flirt à Hawaï : Clare (Anne Hawthorne)
- 2008 : Ma famille en cadeau : Marilyn Kringle (Cynthia Stevenson)
- 2009 : Facteur 8 : Alerte en plein ciel : Birgit Petersen (Kirsten Block (de))
- 2009 : La Vengeance d'une sœur : Florence (Deborah Grover (en))
- 2009 : L'Amie de ma fille : Judith (Petra Zieser (de))
- 2009 : Un père envahissant : Marleen de Vries (Astrid Meyerfeldt (de))
- 2009 : Nouvelle vie en Afrique : Dr Ladina Dreyer (Nakedi Ribane)
- 2011 : Huit centimètres : Belinda Spackman (Andrea Martin)
- 2012 : Sandra Chase : Une innocente en prison : Gretchen (Kristina Lilley)
- 2012 : Battlestar Galactica: Blood & Chrome : le commandant Ozar (Jill Teed)
- 2013 : Dans les griffes de ma belle-mère : Mme Rice (Brynn Thayer)
- 2013 : Mes sœurs : Uschi (Renate Cyll (de))
- 2014 : Christopher Jefferies : Un coupable idéal (en) : la policière (Emma Jason)
- 2014 : La Veuve noire : l'inspecteur Bell (Debra Wilson)
- 2015 : Les Enfants du péché : Secrets de famille : Marisha Marquet (Glynis Davies)
- 2016 : Amour à la carte : Tallulah Jones (Alley Mills)
- 2016 : La demoiselle grise : Miss Cash (Meredith Martin)
- 2016 : Destin brisé : Toni Braxton, une chanteuse sacrifiée : Evelyn Braxton (Debbi Morgan)
- 2016 : Un passé si présent : Lady Montfort (Charlotte Schwab)
- 2016 : En danger dans ma maison : Francine (Ruth Williamson)
- 2017 : Tu ne m'échapperas pas... : Mary (Kat Sawyer)
- 2017 : Ne vous promenez pas dans les bois... : Mme Thayer (Di Botcher)
- 2017 : Un domaine en héritage : Jill Hanson (Catherine Mary Stewart)
- 2018 : Un nouveau chapitre pour Noël : Bea Peabody (Colleen Winton)
- 2018 : Dans le piège de ma belle-mère : Yvonne Hutcherson (Nana Visitor)
- 2018 : Noël dans la peau d'une autre : Mme Nick (Annie Abbott)
- 2018 : Un nid d'amour pour Noël : Vera (Angela Asher)
- 2018 : Noël, couronnes et pâtisseries : Marian Carlingson (Lori Hallier (en))
- 2018 : Un Noël en Alaska : Susan Taylor (Jackée Harry)
- 2019 : Le Noël de mon meilleur ami : Nana (Mimi Kuzyk)
- 2020 : Un hiver romantique : Bev Hankins (Karen Barker)
- 2020 : Escapade royale à Noël : Gabriella Galant (Victoria Clark)

#### Séries télévisées
- Jayne Atkinson dans (10 séries) :
  - 24 Heures chrono (2006-2007) : Karen Hayes (30 épisodes)
  - Esprits criminels (2007-2020) : Erin Strauss (24 épisodes)
  - FBI : Duo très spécial (2011) : Helen Anderson (saison 3, épisode 3)
  - Blue Bloods (2012) : Sharon Harris (saison 2, épisode 17)
  - House of Cards (2013-2018) : Catherine Durant (38 épisodes)
  - Zoo (2015) : Amelia Sage (saison 1, épisodes 12 et 13)
  - Madam Secretary (2018) : Theresa Hurst (5 épisodes)
  - Bluff City Law (2019) : Della Bedford (10 épisodes)
  - Clarice (2021) : la sénatrice Ruth Martin (9 épisodes)
  - Meurtres et Autres Complications (2024) : Katherine Collier (10 épisodes)

- Camryn Manheim dans (7 séries) :
  - Lovespring International (2006) : Nancy Ratchford (épisode 13)
  - Ghost Whisperer (2006-2010) : Delia Banks (84 épisodes)
  - Person of Interest (2013-2015) : Diane Claypool / Control (9 épisodes)
  - Younger (2016) : Dr Jane Wray (saison 2, épisode 8 et saison 3, épisode 2)
  - Dolly Parton's Heartstrings (2019) : Mme Grover (épisode 5)
  - Stumptown (2019-2020) : le lieutenant Cosgrove (18 épisodes)
  - New York, police judiciaire (depuis 2022) : le lieutenant Kate Dixon

- Samantha Ferris dans (6 séries) :
  - Les 4400 (2005-2006) : Nina Jarvis (24 épisodes)
  - The Evidence : Les Preuves du crime (2006) : l'inspecteur Alexa Brenner (7 épisodes)
  - Supernatural (2006-2011) : Ellen Harvelle (9 épisodes)
  - Mistresses (2015) : l'inspecteur Libby Whitehead (saison 3)
  - Six (2018) : Kate Kilcannon (saison 2)
  - Salvation (2018) : la directrice Evelyn Davis (saison 2)

- Robin Weigert dans (5 séries) :
  - Life (2007-2008) : le lieutenant Karen Davis (11 épisodes)
  - Hawthorne : Infirmière en chef (2010) : Sara Adams (saison 2)
  - Sons of Anarchy (2010-2013) : Ally Lowen (15 épisodes)
  - A Gifted Man (2012) : Tracy Mathis (épisode 13)
  - Chicago Police Department (2014) : Erica Gradishar (saison 1)

- Wendie Malick dans (4 séries) :
  - Dream On (1990-1996) : Judith Tupper Stone (119 épisodes)
  - American Housewife (2016-2021[9]) : Kathryn (13 épisodes)
  - This Is Us (2018) : Mme Damon (saison 2, épisode 18 et saison 3, épisode 5)
  - Billions (2020 / 2022) : Leah Calder (saison 5, épisode 5 et saison 6, épisode 6)

- Patricia Richardson dans (4 séries) :
  - Papa bricole (1991-1999) : Jill Taylor (202 épisodes)
  - La Vie avant tout (2002-2005) : Dr Andy Campbell (59 épisodes)
  - C'est moi le chef ! (2016) : Helen Potts (2e voix - saison 5, épisode 17)
  - Blacklist (2022) : Matilda Davis (saison 9, épisode 13)

- Joanna Gleason dans (4 séries) :
  - Oh Baby (en) (1998-2000) : Charlotte St. John (28 épisodes)
  - Bette (en) (2000-2001) :  Connie Randolph (18 épisodes)
  - Royal Pains (2011) : Evelyn Woodward (saison 3, épisode 3)
  - The Affair (2015) : Yvonne (saison 2)

- Illeana Douglas dans (4 séries) :
  - Action (1999-2000) : Wendy Ward (13 épisodes)
  - Shark (2006-2007) : Gloria Dent (saison 1, épisodes 9 et 15)
  - Ugly Betty (2007) : Sheila (saison 2)
  - Shrill (2020-2021) : Sheila (3 épisodes)

- Carolyn Hennesy (en) dans (4 séries) :
  - Dawson (2000-2001) : Mme Valentine (saison 4)
  - Cougar Town (2009-2012) :  Barbara « Barb » Coman (25 épisodes)
  - Once Upon a Time (2011) : Myrna (saison 1, épisode 5)
  - The Mindy Project (2015) : Mme Gutterman (saison 4, épisode 9)

- Christine Lahti dans (4 séries) :
  - New York, unité spéciale (2009-2011) : Sonya Paxton (7 épisodes)
  - Hawaii 5-0 (2012-2019) : Doris McGarrett (10 épisodes)
  - The Good Wife (2015-2016) : Andrea Stevens (saison 7, épisodes 6 et 12)
  - Larry et son nombril (2020) : Christine Lahti (saison 10, épisode 3)

- Jane Lynch dans (4 séries) :
  - Glee (2009-2015) : Sue Sylvester (121 épisodes)
  - Web Therapy (2011) : Claire Dudek (saison 1, épisode 4)
  - Angel from Hell (2016) : Amy (13 épisodes)
  - Only Murders in the Building (2021-2022) : Sazz Pataki (saison 1, épisode 9 et saison 2, épisode 6)

- Jane Curtin dans (4 séries) :
  - Unforgettable (2012-2014) : Dr Joanne Webster (35 épisodes)
  - The Good Wife (2015) : la juge Pamela Farley (saison 7, épisode 1)
  - The Good Fight (2019 / 2021) : la juge Pamela Farley (saison 3, épisode 8 puis saison 5, épisodes 4 et 6)
  - Bupkis (en) (2023) : Marie LaRocca (saison 1, épisode 2)

- Debra Monk dans (4 séries) :
  - Reckless : La Loi de Charleston (2014) : la juge Gertrude Moss (5 épisodes)
  - Mr. Mercedes (2017) : la capitaine Brooke Hockney (saison 1, épisodes 9 et 10)
  - Bull (2019) : Sandy Harper (saison 3, épisode 18)
  - New Amsterdam (2018-2023) : Karen Brantley (36 épisodes)

- Fiona Shaw dans (4 séries) :
  - Mrs. Wilson (2018) : Coleman (mini-série)
  - Killing Eve (2018-2022) : Carolyn Martens (31 épisodes)
  - Baptiste (en) (2021) : Emma Chambers (saison 2)
  - True Detective (2024) : Rose Aguineau (saison 4)

- Lisa Banes dans :
  - Saved (2006) : Dr Victoria Cole (épisodes 4 et 5)
  - Psych : Enquêteur malgré lui (2007) : Edna Crocker (saison 1, épisode 9)
  - Perception (2012) : Irene Reardon (saison 1, épisodes 7 et 8)

- Cynthia Stevenson dans :
  - The L Word (2006) : Roberta Collie (saison 3)
  - Scandal (2013) : Mary Nesbitt (saison 3, épisode 3)
  - Murder (2018-2020) : Pam Walsh (5 épisodes)

- Peri Gilpin dans :
  - Médium (2007) : Diane Benoit (saison 3, épisode 15)
  - Scorpion (2015-2016) : Katherine Cooper (saison 2)
  - Grey's Anatomy : Station 19 (2018) : Sue (saison 1, épisode 4)

- Mimi Kuzyk dans :
  - UnREAL (2015-2018) : Dr Olive Goldberg (6 épisodes)
  - Private Eyes (2016-2021) : Nora Everett (8 épisodes)
  - Workin' Moms (2017-2021) : Eleanor Galperin (16 épisodes)

- Cherry Jones dans :
  - American Crime (2017) : Laurie Ann Hesby (saison 3)
  - Extrapolations (2023) : la présidente Elizabeth Burdick (saison 1, épisode 4)
  - Poker Face (2023) : Laura (saison 1, épisode 8)

- Sarah Lancashire dans :
  - Oliver Twist (2007) : Mme Corney (mini-série)
  - Kiri (en) (2018) : Miriam Grayson (mini-série)

- Deborah May (en) dans :
  - Cold Case : Affaires classées (2008) : Simone Gallavan '08 (saison 6, épisode 4)
  - The Walking Dead (2016-2017) : Natania (3 épisodes)

- Blair Brown dans :
  - Fringe (2008-2012) : Nina Sharp (90 épisodes)
  - Forever (2014) : Fawn Mahoney Ames (épisode 10)

- Ellen Barkin dans :
  - The New Normal (2012-2013) : Jane Forrest (22 épisodes)
  - Happyish (2015) : Dani Kirschenbloom (5 épisodes)

- Julie Walters dans :
  - Indian Summers (2015-2016) : Cynthia Coffin (20 épisodes)
  - Monstre sacré (en) (2016) : Marie (mini-série)

- Ann Dowd dans :
  - The Leftovers (2015-2017) : Patti Levin (2e voix, saisons 2 et 3)
  - Quarry (2016) : Naomi (4 épisodes)

- Frances de la Tour dans :
  - The Collection (2016) : Yvette Sabine (8 épisodes)
  - Professeur T (en) (depuis 2021) : Adelaide Tempest

- Jennifer Wigmore dans :
  - Killjoys (2019) : la grand-mère (saison 5, épisode 8)
  - Y, le dernier homme (2021) : Regina Oliver (5 épisodes)

- Tamsin Greig dans :
  - Belgravia (2020) : Anne Trenchard (mini-série)
  - Sexy Beast (en) (2024) : Cecilia Logan

- Linda Emond dans :
  - The Gilded Age (2022) : Clara Barton (saison 1)
  - The Patient (2022) : Candace Fortner (mini-série)

- Peta Toppano dans Hartley, cœurs à vif (1994) : Stella Ioannou
- Nancy Grahn dans Alliances et trahisons (1996-?) : Alexis Davis
- Madeline Kahn dans Cosby (1996-1999) : Pauline Fox
- Sandra Oh dans Arliss (1996-2002) : Rita Wu
- Cristi Conaway dans Timecop (1997) : l'officier Claire Hemmings
- Brynn Thayer dans Pensacola (1997-2000) : le colonel Rebecca Hodges
- Sandra Quaterman dans Strange World (1999) : le major Lynn Reese
- Joely Fisher dans Normal, Ohio (2000) : Pamela Gamble Miller
- Andrea Hall dans Des jours et des vies (2000-2001) : Hattie Adams
- Julie Legrand dans Femmes de footballeurs (2002-2005) : l'infirmière Janette Dunkley
- Jill Teed dans Smallville (2003-2008) : la capitaine Maggie Sawyer
- Molly Shannon dans Scrubs (2004) : Denise Lemmon (saison 4, épisode 8)
- Caroline Goodall dans  Alias (2005) : Elizabeth Powell (saison 5, épisode 8)
- Caryn West dans Cold Case : Affaires classées (2005) : Vicky  (saison 3, épisode 3)
- Marlyne Afflack dans Sur écoute (2006) : Naresse Campbell
- Laura Kightlinger dans Lucky Louie (2006) : Tina
- Laurie Metcalf dans Grey's Anatomy (2006) : Beatrice Carver (saison 2, épisode 22)
- Michele Greene dans Cold Case : Affaires classées (2007) : Tessie Bartram Âgée (saison 5, épisode 10)
- Meredith Baxter dans What About Brian (2007) : Frankie (saison 2, épisode 17)
- Bernadette Peters dans Boston Justice (2007) : la juge Marianna Folger (saison 3, épisode 22)
- Molly Price dans Bionic Woman (2007) : Ruth Treadwell
- Wanda Ventham dans Inspecteur Lewis (2007) : Eleanor Mallory  (1x03)
- 2008 : Raison et Sentiments : Mme Jennings (Linda Bassett) (mini-série)
- Nina Landis dans City Homicide : L'Enfer du crime (2008) : Valerie Zimmerman (saison 2, épisodes 11 et 13)
- Elizabeth Dennehy dans Mentalist (2009) : Kathryn Hawkes (saison 1, épisode 13)
- Christine Baranski dans The Big Bang Theory (2009-2019) : Beverly Hofstadter (saison 2, à 12 or saison 4 et 6)
- Geraldine Brophy dans Legend of the Seeker : L'Épée de vérité (2009) : la reine Milena (saison 1, épisode 9)
- Julia Ford dans Inspecteur George Gently (2009) : Mme Fuller
- Carrie Genzel dans Castle (2009) :  Naomie Dahl (saison 3, épisode 12)
- Wendy Makkena dans FBI : Portés disparus (2009) : Jubilée  (saison 7, épisode 23)
- Lori Petty dans Prison Break (2009) : Daddy (saison 4, épisodes 23 et 24)
- Rebecca Wisocky dans Bones (2009) : Dr Maura Bailey (saison 4, épisode 17)
- 2011 : Body of Proof Mary Vranich (Marianne Muellerleile) (saison 2, épisode 4)
- Lesley Manville dans Londres, police judiciaire (2009-2011) : Maître Phyllis Gladstone (saison 1, épisodes 3 et 7)
- Adriana Ozores dans Grand Hôtel (2011 -) : Dona Teresa Aldecoa
- Vera Farmiga dans Philip K. Dick's Electric Dreams (2017) : la candidate
- 2017 / 2019 : Les Désastreuses Aventures des orphelins Baudelaire : la juge Judith Sybil Abbott (Joan Cusack) (4 épisodes)
- 2018 : Si je ne t'avais pas rencontrée : Dr Liz Everest (Mercedes Sampietro)
- 2021 : Harlem : Robin (Andrea Martin)
- 2021-2023 : Sky Rojo : la mère de Gina (Yanet Sierra (es))
- depuis 2021 : Les Feux de l'amour : Jill Foster (Jess Walton) (3e voix)
- 2022 : Inventing Anna : Nora Radford (Kate Burton) (mini-série)
- 2022 : The Man Who Fell to Earth : Watt (Zoë Wanamaker)
- 2022 : Inspecteur Barnaby : Lyra Kaine (Kate Robbins (en)) (saison 23, épisode 1)
- 2022-2025[n 1] : Gannibal : Gin Gotō (Mitsuko Baishō)
- 2023 : Grease: Rise of the Pink Ladies : Greta McGee (Jackie Hoffman)
- 2024 : Double Piège : Judith Burkett (Joanna Lumley) (mini-série)
- 2024 : Detective Forst (en) : Halina Sznajderman (Małgorzata Hajewska-Krzysztofik (pl))
- 2024 : In Her Car (de) : Tanya (Olena Hall-Savalska)
- 2024 : Larry et son nombril : Cynthia (Allison Janney) (saison 12, épisode 10)

#### Séries d'animation
- 1994 : Profession : critique : la projectionniste (épisode 2)
- 1994-1995 : Aladdin : Hippsodeth et Deluca
- 1994-1996 : Gargoyles, les anges de la nuit : Fox et Fleance
- 1997-2000 : Pepper Ann : la mère de Pepper Ann
- 1997-2001 : Men in Black : Aileen
- 1999-2000 : Dilbert : Alice
- 2001-2002 : La Légende de Tarzan : Eleanor et Lady Waltham
- 2002-2006 : La Ligue des justiciers : Star Sapphire
- 2005-2007 : Juniper Lee : Mme Gomez
- 2008 : Le Monde selon Tim : l'actrice
- 2018 : Furiki : Mme Piston
- 2022 : James chez les Bizarroïdes : la grand-mère de James
- 2022 : Daniel Spellbound : Tout pour la magie : Bonne Pâtissière

#### Émissions
- Pitbull et Prisonniers (sur Numéro 23) : Tia Torres (2009-...)

### Jeux vidéo
- 2011 : Star Wars: The Old Republic : voix additionnelles[n 2]
- 2012 : Dishonored : Madame Prudence[n 2]
- 2015 : The Witcher 3: Wild Hunt : la moire Soupir et divers personnages
- 2015 : Fallout 4 : Irma[n 2]
- 2017 : Prey: Mooncrash : Riley Yu[n 2]
- 2017 : Dishonored : La Mort de l'Outsider : voix additionnelles[n 2]
- 2018 : Detroit: Become Human : Christina Warren, la présidente des États-Unis
- 2018 : Assassin's Creed Odyssey : Myrrine / Phoenix[n 2]
- 2019 : Mortal Kombat 11 : Sheeva[n 2]
- 2020 : Watch Dogs Legion : Mary Kelley[n 2]
- 2022 : Horizon Forbidden West : Kel et Darrika
- 2022 : Disney Dreamlight Valley : Ursula

### Documentaires
- 2009 : Animal Armageddon
- 2017 : La Guerre du Pacifique en couleur

## Distinction
En mars 2018, elle est nommée Chevalier des Arts et des Lettres par Françoise Nyssen, ministre de la culture. Les insignes lui ont été remises par Juliette Noureddine.